# Paweł Huelle
Paweł Huelle, né le 10 septembre 1957 à Gdańsk et mort le 27 novembre 2023 dans la même ville, est un écrivain polonais, prosateur et auteur de nouvelles.

## Biographie
Paweł Huelle a étudié la philosophie à l'université de Gdańsk, dont il est diplômé, la littérature, l'histoire et a d'abord travaillé au service de presse de Solidarność. Ensuite, il a été journaliste, puis directeur de la Télévision polonaise dans sa ville natale, de 1994 à 1999.
Il connaît un succès international dès ses débuts littéraires avec la publication en 1987 du roman Weiser Dawidek ; le film Weiser, réalisé par Wojciech Marczewski en 2000, est l'adaptation cinématographique de ce livre. 
Gdańsk et ses environs servent de décor à pratiquement tous les romans de Paweł Huelle et un soin tout particulier est pris par l'auteur dans la description historique des différents lieux où se situent ses récits.

## Publications

### Éditions originales
- Weiser Dawidek (1987)
- Opowiadania na czas przeprowadzki (1991)
- Wiersze (1994)
- Pierwsza miłość i inne opowiadania (1996)
- Mercedes-Benz. Z listów do Hrabala. (2001)
- Hans Castorp w Sopocie. Zaginiony rozdział z 'Czarodziejskiej Góry' (2002)
- Byłem samotny i szczęśliwy (2002)
- Ostatnia Wieczerza (2007)
- Opowieści chłodnego morza (2008)

### Traductions françaises disponibles
- Weiser David, L'Âge d'Homme, 1990, traduit par François Rosset  (ISBN 978-2-8251-0120-9)
- Mercedes-Benz : Sur des lettres à Hrabal, Gallimard, 2004 (Coll. Du monde entier) , traduit par Jean-Yves Erhel,  (ISBN 978-2-07-076753-3)
- "Rue Polanki" et autres nouvelles, Gallimard, 2000 (Coll. Du monde entier) , traduit par Jean-Yves Erhel,  (ISBN 978-2-07-075270-6)

## Distinctions
- Officier de l'ordre Polonia Restituta